# رود اوتا (استان شیزوئوکا)

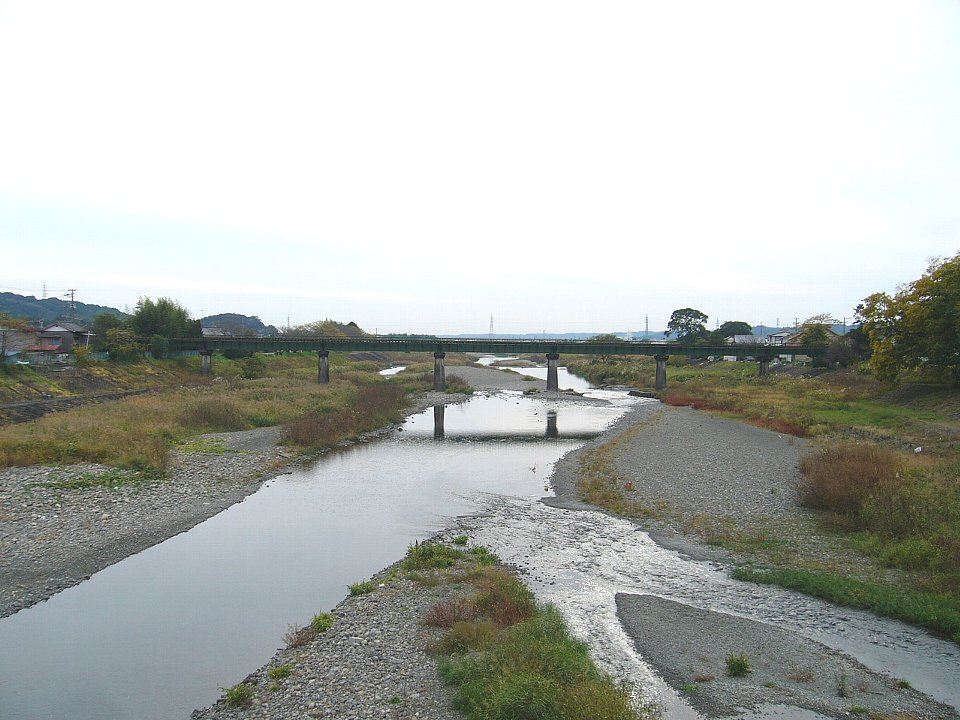

رود اوتا (به ژاپنی: 太田川 おおたがわ)، یک رود بخش غربی استان شیزوئوکا، ژاپن است. حوضه رودخانه اوتا بین رود اوی و رود تنریو قرار دارد که سیستم‌های رودخانه ای درجه یک هستند. طول آن ۴۴ کیلومتر است.